# Pfarrkirche Dobersberg

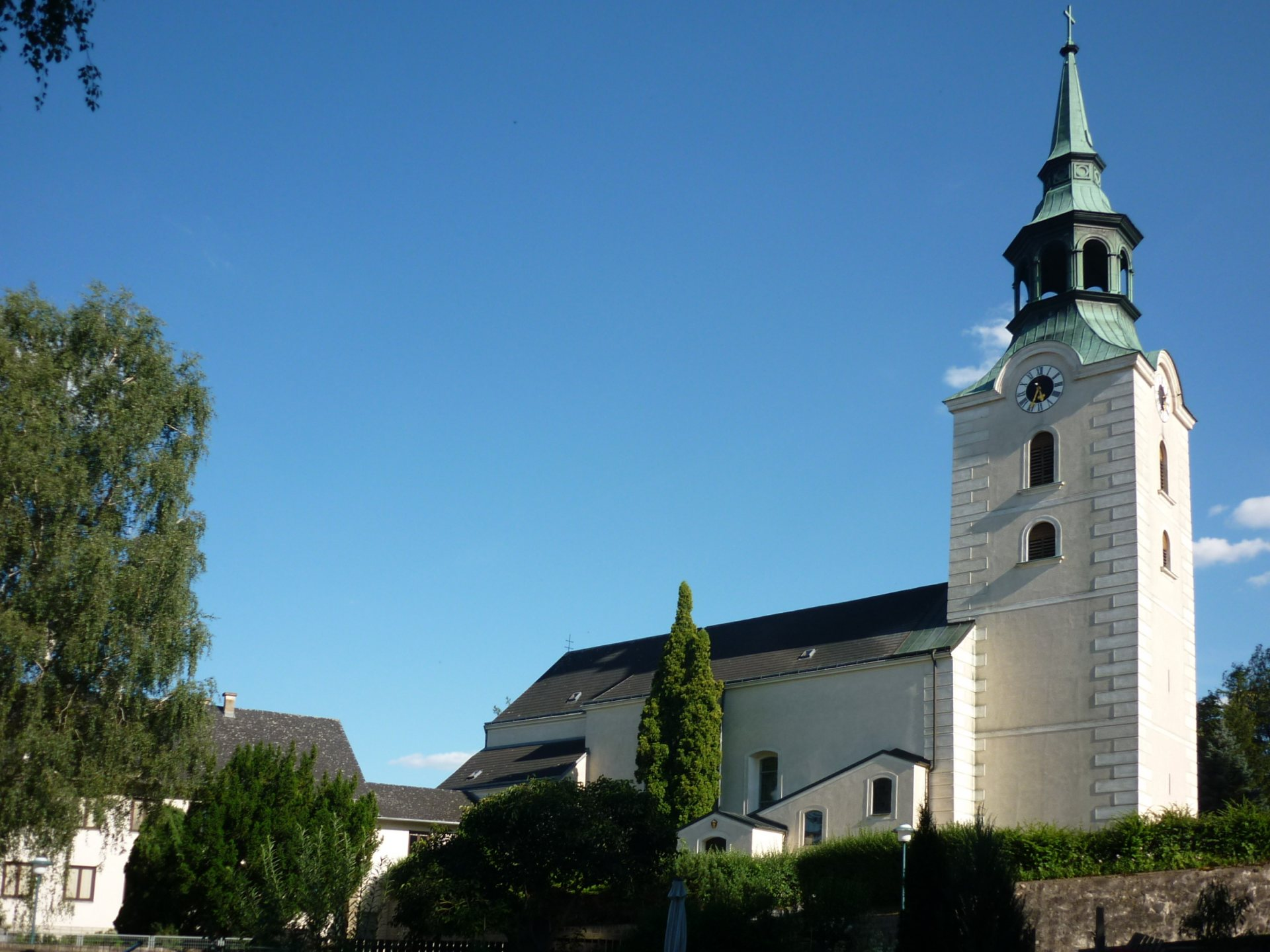
Katholische Pfarrkirche hl. Lambert in Dobersberg

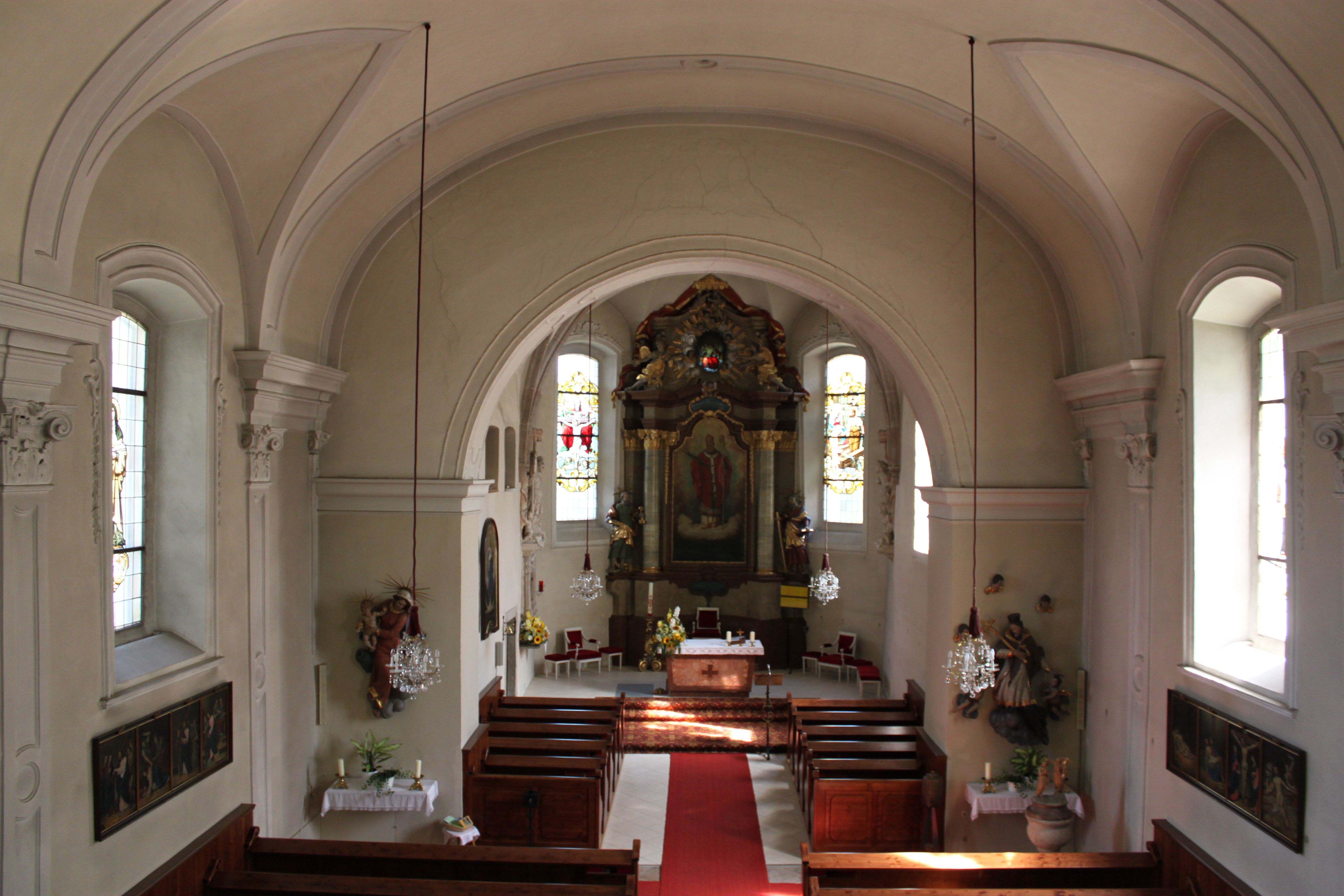
Langhaus, Blick zum Chor

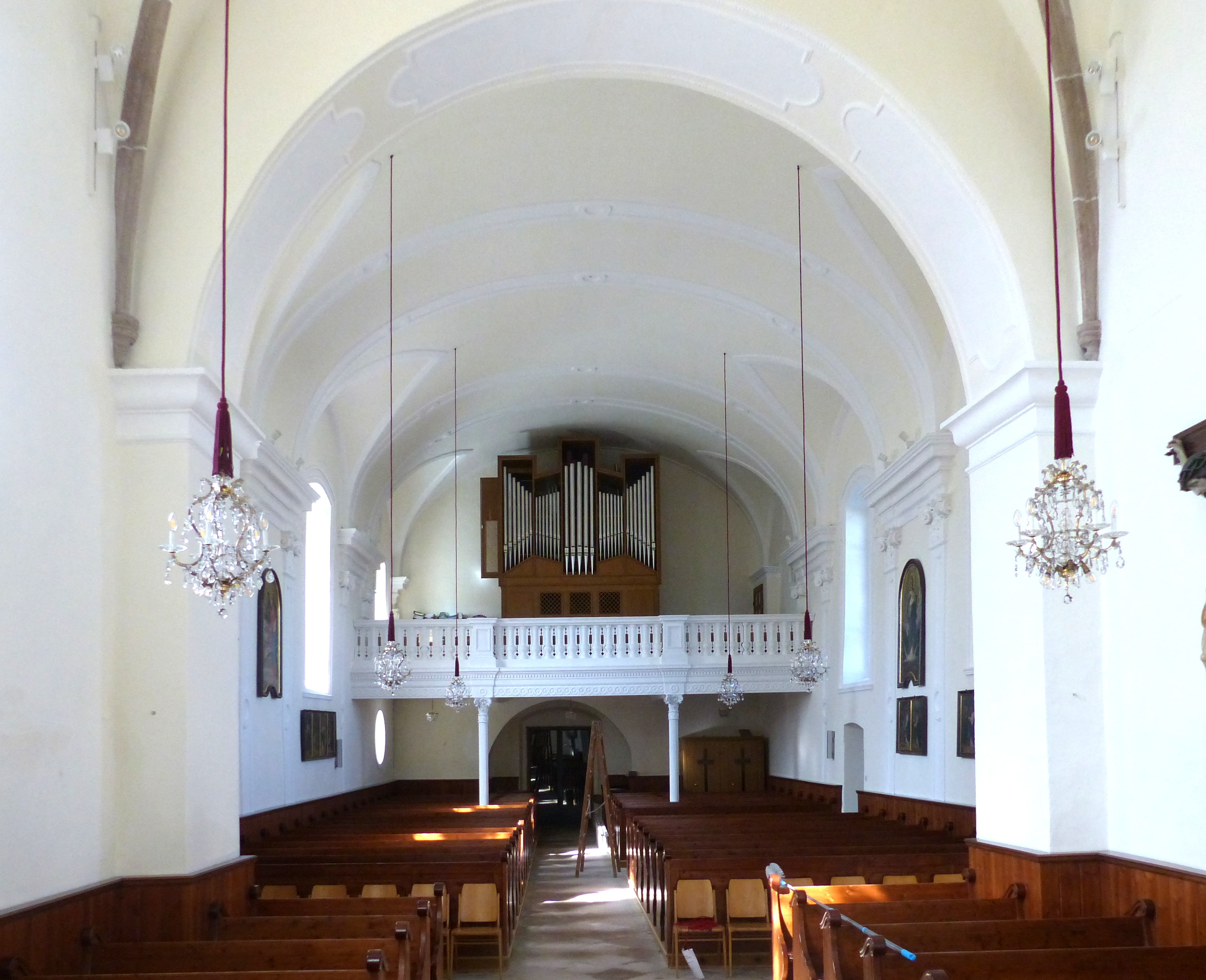
Langhaus, Blick zur Empore

Die römisch-katholische Pfarrkirche Dobersberg steht südlich des Hauptplatzes dominierend auf einem Hügel über der Thaya-Senke im Süden in der Marktgemeinde Dobersberg im Bezirk Waidhofen an der Thaya in Niederösterreich. Die dem Patrozinium des Heiligen Lambert von Lüttich unterstellte Pfarrkirche gehört zum Dekanat Waidhofen an der Thaya in der Diözese St. Pölten. Die Kirche steht unter Denkmalschutz (Listeneintrag).

## Geschichte
Urkundlich wurde 1188 eine Pfarre genannt. Nach einem Brand 1615 wurde 1633 ein vergrößerter Neubau erbaut. Der Turm wurde mit dem Material des 1690 abgebrochenen Karners errichtet. Nach weiteren Bränden 1697 und 1876 wurde die Kirche erneuert. Bei der Restaurierung 1975 wurde die Einrichtung aus 1876/1878 entfernt.

## Architektur
Die im Kern gotisch und frühbarock und im 19. Jahrhundert veränderte Saalkirche mit einem barocken Westturm ist von einem Friedhof umgeben.
Das Kirchenäußere zeigt einen mächtigen viergeschoßigen Westturm aus dem Ende des 17. Jahrhunderts, der Turm wurde 1876 erhöht, er zeigt an der Fassade eine Ortsteinputzrahmung, hat rundbogige Schallfenster, und trägt über Uhrengiebeln einen Spitzhelm aus dem vierten Viertel des 19. Jahrhunderts. Am schlichten Langhaus wurde nordseitig ein Gewände eines kleinen Spitzbogenfenster freigelegt, südseitig befindet sich von einem Umbau im frühen 17. Jahrhundert ein Granitgewände eines vermauerten Rundbogenportals, nordseitig ist ein Aufgang zur Orgelempore angebaut. Die Flachbogenfenster entstanden 1876. Der eingezogene gotische Chor hat einen Dreiseitschluss und einfach abgetreppte Strebepfeiler, im Osten mit dem Gewände eines vermauerten Spitzbogenfensters. Nordseitig am Chor steht ein Sakristei- und Oratoriumsanbau.
Das Kircheninnere zeigt eine tonnengewölbte Turmvorhalle. Das breitgelagerte dreijochige Langhaus des frühen 17. Jahrhunderts hat eine gedrückte hölzerne Stichkappentonne auf Doppelgurtbögen auf Pilastern und zeigt eine neobarocke Putzgliederung nach dem Brand 1876. Der Fußboden ist mit Granit ausgelegt. Im Westjoch steht eine historistische Orgelempore mit einer Balustradenbrüstung aus Gußeisensäulchen. Der eingezogene Triumphbogen hat eine Perlstabeinfassung aus der ersten Hälfte des 17. Jahrhunderts. Das gotische Chorjoch hat ein Kreuzrippengewölbe mit einem Schlussstein und eine Scheidbogenrippe auf Konsolen aus der ersten Hälfte des 15. Jahrhunderts, nordseitig gibt es Öffnungen zum tonnengewölbten Oratorium über der Sakristei, der Fünfachtelschluss hat eine barock umgestaltete Stichkappenwölbung und barocke Fensterstuckrahmungen im Stil um 1730, es gibt eine Sakramentsnische mit einer verstäbten Rechteckblende um 1500, darüber eine Stuckfigur hl. Florian zwischen Putten vor einer Stuckdraperie um 1730, spiegelbildlich gegenüber die zeitgleiche Gruppe mit dem hl. Donatus.
Die Glasmalerei entstand im Anfang des 20. Jahrhunderts, sie zeigt die Dreifaltigkeit, die Heilige Familie und die Heiligen Barbara, Ferdinand, Theresia, Johannes Nepomuk und Leopold.

## Einrichtung
Der Hochaltar um 1730 wurde um 1850 und 1880 renoviert, er hat einen konkav in den Chorscheitel gefügten marmorierten Säulenaufbau, er zeigt das Altarblatt hl. Lambert gemalt von Eduard Swoboda in der Mitte des 19. Jahrhunderts und wurde von Josef Keszler 1878 erneuert, erträgt die barocken Seitenfiguren der Heiligen Peter und Paul und zeigt in einer Stuckdraperie des Auszuges eine Gegenlichtöffnung mit dem Glasbild Erlöser aus 1903.
Es gibt eine Schnitzfigur hl. Johannes Nepomuk aus der zweiten Hälfte des 18. Jahrhunderts. Das Kruzifix schuf der Bildhauer Robert Hammel 1910. Es gibt eine Statue Maria mit Kind um 1970. Der Weihwasserstein aus Granit entstand im 19. Jahrhundert. Die Kreuzwegbilder entstanden in der zweiten Hälfte des 19. Jahrhunderts.
Die Orgel baute Matthäus Mauracher der Ältere 1877, die Orgel wurde 1973 umgebaut.